# Episodi de Il commissario Moulin (terza stagione)
| nº   | Titolo originale   | Titolo italiano | Prima TV Francia | Prima TV Italia |
| ---- | ------------------ | --------------- | ---------------- | --------------- |
| 1-20 | Paris XVIII        |                 | 19 ottobre 1989  |                 |
| 2-21 | Honneur et justice |                 | 1989             |                 |
| 3-22 | Corvée de bois     |                 | 7 dicembre 1989  |                 |
| 4-23 | Les Buveurs d'eau  |                 |                  |                 |
| 5-24 | Match nul          |                 |                  |                 |
| 6-25 | Bras d'honneur     |                 | 18 ottobre 1990  |                 |

## ?
- Titolo originale: Paris XVIII
- Diretto da:
- Scritto da:

- Titolo originale: Honneur et justice
- Diretto da: Paul Planchon
- Scritto da: Georges Moréas, Yves Rénier